# Cima di Bri
Cima di Bri är en bergstopp i Schweiz.   Den ligger i distriktet Locarno och kantonen Ticino, i den sydöstra delen av landet, 130 km sydost om huvudstaden Bern. Toppen på Cima di Bri är 2 521 meter över havet, eller 421 meter över den omgivande terrängen. Bredden vid basen är 12,9 km.
Terrängen runt Cima di Bri är huvudsakligen mycket bergig. Närmaste större samhälle är Biasca, 8,9 km nordost om Cima di Bri. 
Trakten runt Cima di Bri består i huvudsak av gräsmarker. Runt Cima di Bri är det ganska tätbefolkat, med 86 invånare per kvadratkilometer.